# Summer Lee
Pour les articles homonymes, voir Lee.
Summer Lynn Lee, née le 26 novembre 1987, est une femme politique américaine et organisatrice communautaire qui représente les États-Unis pour le 12e district de Pennsylvanie depuis 2023. Membre du Parti démocrate, Lee a été membre de la Chambre des représentants de Pennsylvanie pour le 34e district de 2019 à 2022. Avec le soutien de la section locale des Socialistes démocrates d'Amérique, elle bat le président sortant Paul Costa aux primaires démocrates de 2018 avec plus de 67 % des voix. Lee est la première femme noire à représenter le sud-ouest de la Pennsylvanie à l'Assemblée législative de l'État.
Lee est la candidate démocrate aux élections de 2022 pour représenter le 12e district du Congrès de Pennsylvanie à la Chambre des représentants des États-Unis. Elle remporte la primaire avec moins de 1 % de voix supplémentaires contre son plus proche adversaire, Steve Irwin, président du Comité consultatif d'État de la Commission des droits civils des États-Unis. Elle remporte ensuite les élections générales et devient la première femme noire de Pennsylvanie à siéger à la Chambre des représentants,.
Lee est une ancienne membre des Socialistes démocrates d'Amérique, mais quitte le groupe avant de prendre ses fonctions après des désaccords avec le chapitre de Pittsburgh.

## Jeunesse et éducation
D'origine afro-américaine, Lee grandit à North Braddock, en Pennsylvanie, et fréquente la Woodland Hills High School. Elle est diplômée de l'université d'État de Pennsylvanie en 2009 et obtient un Juris Doctor de la Howard University School of Law (en) en 2015,,. Elle fait campagne pour Bernie Sanders lors des primaires démocrates de 2016 après avoir obtenu son diplôme.

## Chambre des représentants de Pennsylvanie
Lee défie le représentant sortant Paul Costa lors de la primaire démocrate du 34e district en 2018. Un organisateur de la section DSA de Pittsburgh l'approche au sujet de sa candidature après qu'elle a mené avec succès une campagne écrite pour un candidat au conseil scolaire. Elle bat Costa, 67,8 % contre 32,2 %, attribuant sa victoire à une campagne populaire. Elle est sans opposition aux élections générales.

### Missions des comités
- Éducation[12]
- Santé[12]
- Pouvoir judiciaire[12]

## Chambre des représentants des États-Unis

### Élection de 2022
En octobre 2021, Lee annonce sa candidature pour le 18e district de Pennsylvanie après que le représentant sortant, Mike Doyle, ait annoncé sa retraite. Après la réorganisation des districts de Pennsylvanie en février 2022, la majeure partie de l'ancien 18e district, y compris Pittsburgh ainsi que des parties de Mon Valley et du comté de Westmoreland, devient le 12e district, et Lee annonce sa candidature pour celui-ci.
Lee remporte les primaires démocrates le 17 mai 2022, battant son rival Steve Irwin (en). Bien qu'Irwin ait une grosse avance le soir du scrutin grâce aux bulletins de vote anticipés et par correspondance, Lee remporte finalement la victoire avec environ 740 voix une fois les votes en personne le jour du scrutin comptés. Elle remporte la partie du district du comté d'Allegheny par près de 4 500 voix.

Lors des élections générales du 8 novembre, Lee bat le républicain Mike Doyle.

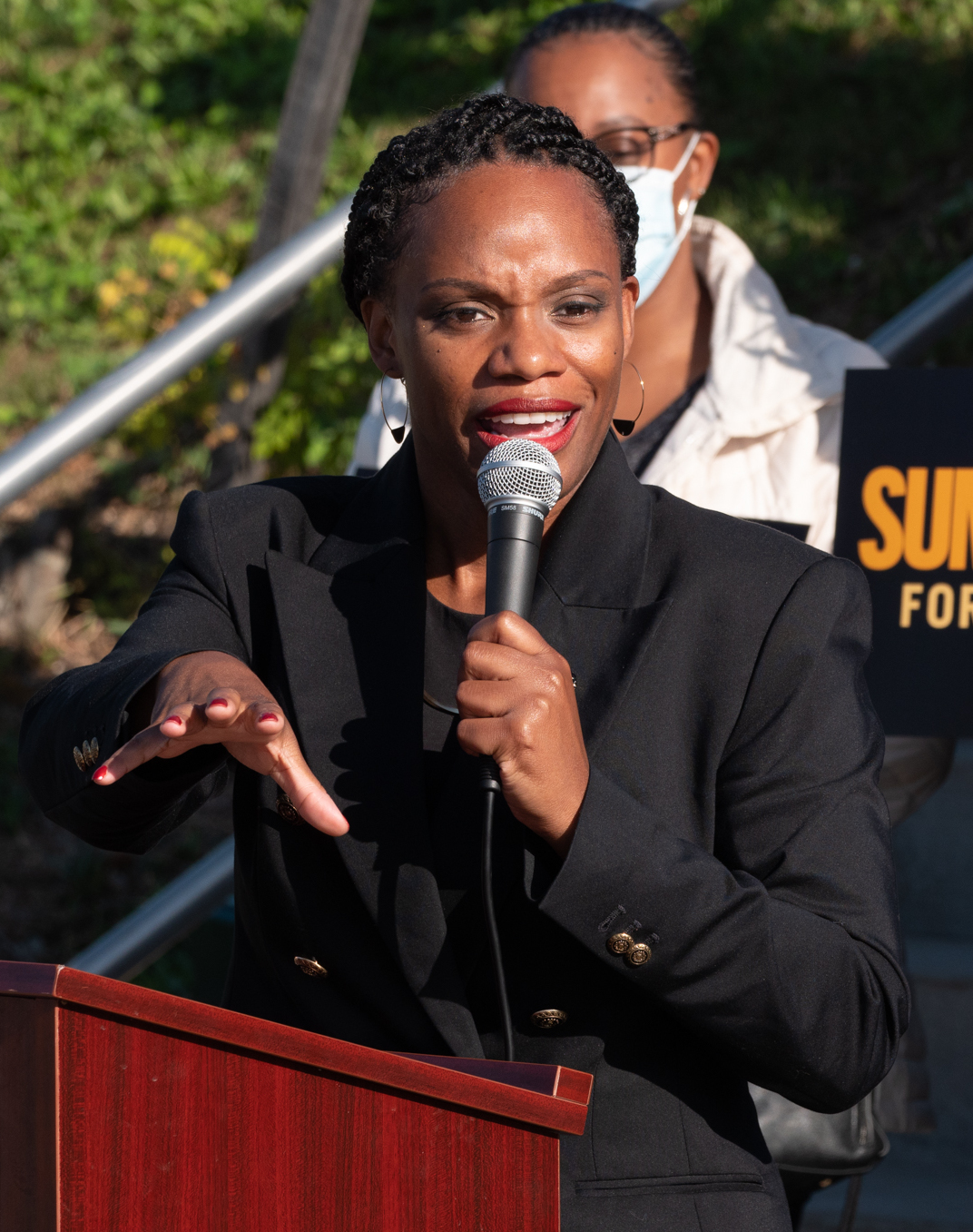
Lee annonçant sa campagne pour le Congrès.

Lee se présente simultanément à sa réélection à la Chambre des représentants de Pennsylvanie où elle est réélue pour un troisième mandat avec peu d'opposition, mais doit démissionner de son siège pour assumer son nouveau rôle à la Chambre des représentants des États-Unis, ce qu'elle fait le 7 décembre 2022,. Avec les élections dans le 32e district, dont le titulaire sortant Tony DeLuca (en) est décédé en octobre 2022 mais est réélu à titre posthume pour un 21e mandat et dans le 35e district, où le président sortant Austin Davis (en) est simultanément réélu pour un troisième mandat complet et au poste de lieutenant-gouverneur de Pennsylvanie, une situation inhabituelle se produit dans laquelle le Parti démocrate prend le contrôle de la chambre, après avoir remporté 102 sièges contre 101 pour le Parti républicain aux élections de 2022, mais commence la nouvelle législature avec seulement 99 membres, en raison de ces trois sièges vacants dans les districts très démocrate du comté d'Allegheny.

### Mandat

#### Avortement
Lee soutient le droit à l'avortement et rejoint rejoint quarante autres démocrates de la Chambre dans une lettre appelant l'administration Biden à utiliser tous les moyens possibles pour préserver l'approbation de la Food and Drug Administration pour la mifépristone et protéger l'accès à ces traitements dans tout le pays, en réponse à une décision du juge Matthew Kacsmaryk du district nord du Texas.

#### Discrimination positive
En réponse à la décision de la Cour suprême dans l'affaire Students for Fair Admissions c. Harvard, qui estime que les programmes de discrimination positive fondés sur la race dans les processus d'admission à l'université violent la clause de protection égale du quatorzième amendement, Lee déclare qu'elle est « dégoûtée que notre pays ait inscrit dans la loi l'iniquité raciale dans l'enseignement supérieur et l'immobilité économique ».

#### Économie
Lee fait partie des 46 démocrates qui votent contre l’adoption définitive de la loi sur la responsabilité fiscale de 2023 à la Chambre. Elle est la seule à ne pas voter parmi les membres de la Chambre des représentants de l'ouest de la Pennsylvanie. Elle dénonce déjà la volonté des Républicains d'amener le pays « au bord de la catastrophe économique » pour obtenir des concessions budgétaires.

#### Contrôle des armes
Le 29 mars 2023, deux écoles catholiques de Pittsburgh reçoivent ce que les enquêteurs considèrent comme des menaces de tireurs actifs qui entraînent des évacuations, des confinements et des réponses massives de la police. Cela se produit deux jours après une fusillade dans une école à Nashville. En réponse, Lee déclare que devoir endurer des fusillades actives et des évacuations, exercices et canulars qui en découlent n'est « pas une façon de vivre pour nos enfants », et impute la prolifération des armes à feu en Amérique à l'origine de la panique généralisée provoquée par les faux rapports de tirs actifs.
Le 7 avril 2023, Lee critique sévèrement l'expulsion par la Chambre des représentants du Tennessee des représentants démocrates Justin Pearson et Justin Jones. Les législateurs ont été expulsés après avoir participé à une manifestation contre les fusillades de masse dans la chambre. Ses critiques visent également le traitement global du contrôle des armes à feu par les républicains, affirmant que « des gens meurent parce que les républicains veulent faire passer la politique avant la vie des personnes qu'ils représentent. Ils demandent la sécurité pour eux-mêmes, mais pas pour les écoliers, et ils sacrifient la vie de nos proches pour leurs lobbyistes ».

#### Infrastructure
Après le déraillement d'un train du Norfolk Southern à Pittsburgh le 8 avril 2023, Lee appelle à plus de responsabilité de la part des chemins de fer et à une protection contre les soi-disant « trains à la bombe » qui transportent des matières dangereuses à travers des zones peuplées. C'est deux mois après un déraillement de train à East Palestine, Ohio, impliquant également un train de Norfolk Southern. En réponse à ces événements, Lee soutient publiquement plusieurs projets de loi au Congrès visant à appliquer des réglementations strictes au secteur ferroviaire. Elle est l’une des premières co-sponsoratrices de la loi DERAIL, qui mettrait en place des réglementations fédérales plus strictes en matière de sécurité ferroviaire, qui ont été abrogées sous l’administration Trump,.

#### Israël et Palestine
Lee rejoint le sénateur Bernie Sanders, et au moins neufs autres démocrates, dans une lettre au président Joe Biden et au secrétaire d'État Antony Blinken exprimant leurs questions concernant la flambée de violence entre Israéliens et Palestiniens et les efforts du nouveaux gouvernement israélien pour réduire l'indépendance judiciaire du pays.
Le 25 avril 2023, Lee est l'une des dix-neuf représentants (dix-huit démocrates et un républicain) à voter contre la résolution 311 de la Chambre, une résolution honorant les relations de l'Amérique avec Israël à l'occasion du 75e anniversaire de son indépendance.
Le 5 mai 2023, Lee est l'une des 17 co-parrains de la « loi sur la défense des droits humains des enfants et des familles palestiniennes vivant sous l'occupation militaire israélienne », qui  « interdit que le financement des contribuables américains versé au gouvernement israélien soit utilisé pour la détention militaire », abus ou mauvais traitements envers les enfants palestiniens détenus par l'armée israélienne,.
Le 13 juin 2023, Lee est l'une des treize représentants (onze démocrates et deux républicains) qui votent contre un projet de loi obligeant l'administration Biden à nommer un envoyé spécial pour les accords d'Abraham.
Le 18 juillet 2023, elle vote contre, avec huit autres démocrates progressistes (Alexandria Ocasio-Cortez, Cori Bush, Jamaal Bowman, André Carson, Ilhan Omar, Ayanna Pressley, Delia Ramirez et Rashida Tlaib), une décision non contraignante du Congrès proposée par August Pfluger qui déclare que « l'État d'Israël n'est pas un État raciste ou d'apartheid », que le Congrès rejette « toutes les formes d'antisémitisme et de xénophobie » et que « les États-Unis seront toujours un partenaire et un partisan fidèle d'Israël ». Dans un tweet, la députée Lee écrit : « Je rejette l'antisémitisme et la xénophobie sous toutes leurs formes. Qu'il s'agisse de l'Inde, d'Israël ou du Sri Lanka, nous ne sommes pas de véritables alliés si nous ne pouvons pas pousser nos partenaires à respecter les droits humains fondamentaux et les valeurs démocratiques. »

#### Russie
Lee, ainsi que près de cinquante autres membres du Congrès, se voit interdire l'entrée en Russie le 19 mai 2023.

#### Syrie
En 2023, Lee fait partie des 56 démocrates à voter en faveur d'une résolution (H.Con. Rés. 21), qui ordonne au président Joe Biden de retirer les troupes américaines de Syrie dans un délai de 180 jours.

### Adhésions au caucus
- Caucus noir du Congrès
- Caucus du Congrès pour l'amendement sur l'égalité des droits (vice-président)[47]
- Congressional Progressive Caucus[48]

### Missions des comités
- Commission de la science et de la technologie
- Comité de surveillance et de responsabilité

## Vie privée
Lee vit à Swissvale, en Pennsylvanie.

## Voir également
- Liste des membres afro-américains de la Chambre des représentants des États-Unis (en)
- Femmes à la Chambre des représentants des États-Unis (en)